# Conocephalus iris
Conocephalus iris är en insektsart som först beskrevs av Jean Guillaume Audinet Serville 1838.  Conocephalus iris ingår i släktet Conocephalus och familjen vårtbitare. Inga underarter finns listade i Catalogue of Life.